# Yoa (artiste)
Pour les articles homonymes, voir YOA.
Yoanna Bolzli dite Yoa, née le 24 décembre 1998 à Paris (France), est une auteure-compositrice-interprète et comédienne franco-suisse.
Après des débuts au théâtre, elle se lance dans la musique et sort le 22 octobre 2021 son premier EP, Attentes. Le 25 novembre 2022, elle sort son second EP, Chansons tristes, duquel sort une réédition le 15 juillet 2023 dans laquelle s'ajoutent trois morceaux inédits. Son dernier EP en date sort le 14 juin 2024 et est intitulé Nulle.
Le 31 janvier 2025 sort le premier album de Yoa, La Favorite.
Lors de la 40e cérémonie des Victoires de la musique, en 2025, elle remporte la Victoire de la révélation scène.

## Biographie
Yoa naît le 24 décembre 1998 à Paris sous le nom d'état civil de Yoanna Bolzli, d’un père suisse jurassien et d'une mère camerounaise,.
Elle commence le piano à l’âge de 7 ans et, après des études en anglais, arts et lettres, commence sa carrière artistique avec le théâtre. Elle coécrit et monte une pièce nommée Régime soupe aux choux : mode d’emploi avec Léa Goldstein, qu'elles jouent de mars 2020 à août 2022.
Elle signe au label Panenka music et sort fin 2022 son deuxième EP Chansons tristes.
En 2022, elle fait partie de la sélection des Inouïs du Printemps de Bourges ainsi que du Chantier des Francofolies,.
Elle apparaît sur l’album Années sauvages de Georgio, issu du même label.
Après avoir dévoilé un nouveau single, Matcha Queen, en début d'année, elle dévoile son nouvel EP le 14 juin 2024, intitulé Nulle.
Son premier album sort le 31 janvier 2025. La Favorite est composé de 15 titres. Cette même année, elle obtient la Victoire de la Révélation Scène aux Victoires de la Musique, et est nommée dans la catégorie Révélation féminine.
Après une tournée en France et un Olympia le 15 avril 2025, Yoa est en concert à la salle Pleyel à Paris les 29 et 30 janvier 2026.

## Théâtre
- 2020-2022 : Régime soupe aux choux : mode d’emploi, mise en scène Léa Goldstein et Yoa, théâtre Les Déchargeurs

## Engagement
Le 15 juillet 2025, l'artiste annule sa participation au festival Francofolies de Spa en raison de la présence du chanteur Amir. Elle explique sa décision comme suit : « Mes convictions sociales, politiques et humanistes vont à l’encontre du fait de partager la scène avec un artiste qui ne reconnaît pas le génocide en cours en Palestine, et ayant participé à des événements organisés en soutien à l’armée israélienne. (...) je remercie les personnes qui m’ont écrit pour m’informer de la situation »,.De son côté, la maison de disque d'Amir, Parlophone (Warner), a réagi en dénonçant un "déferlement de haine antisémite"'.